# Servidumbre humana
Servidumbre humana es una novela de W. Somerset Maugham publicada por George H. Doran Company en 1915. En general, se considera que es su obra maestra y que tiene una naturaleza fuertemente autobiográfica, aunque Maugham afirmó: "Esta es una novela, no una autobiografía; aunque gran parte de ella es autobiográfica, mas es pura invención". Originalmente planeó llamar a su novela Beauty from Ashes, pero finalmente se decidió por un título tomado de una sección de la Ética de Spinoza. La Modern Library colocó Servidumbre humana en el puesto sesenta y seis en su lista de las 100 mejores novelas en inglés del siglo XX.

## Trama
El libro comienza con la muerte de Helen Carey, la muy querida madre del protagonista, Philip Carey, de nueve años. Philip tiene un pie zambo y su padre ha muerto unos meses antes. Ahora huérfano, lo envían a vivir con sus tíos, Louisa y William Carey, en Whitstable. Louisa intenta ser una madre para Philip, pero su tío, que es vicario, lo trata con frialdad. La biblioteca de la vicaría es buena y Philip disfruta leyendo como vía de escape a la realidad cotidiana. La pareja, sin hijos, le posibilita la asistencia a la King's School, en las cercanías de Tercanbury. Su discapacidad y naturaleza sensible le dificultan encajar con los otros estudiantes. Más tarde, cuando se le informa que podría obtener una beca para Oxford y seguir la carrera eclesiástica, lo que tanto su tío como el director de la escuela ven como un decisión inteligente, Philip prefiere ir a Alemania.
En Heidelberg, Philip vive en una pensión con otros extranjeros y asiste a conferencias de Kuno Fischer sobre Schopenhauer. Si bien disfruta de su estancia en Alemania, sus tutores lo convencen de que se mude a Londres para realizar un aprendizaje como contador con Herbert Carter.
De vuelta en Blackstable, comienza una aventura con Emily Wilkinson, aunque no está enamorado de ella. La joven de más de treinta años está visitando la casa del pastor. Si bien tienen contacto íntimo, Philip no está mayormente interesado y Emily resulta penetrante. Eventualmente ella tiene que marcharse. Philip responde lenta y descuidadamente sus cartas.
Completamente fuera de lugar como oficinista, Philip prefiere visitar la National Gallery. Acompaña a Carter en un viaje de negocios a París y quiere ser artista. Contra la voluntad de su tío, se aloja en un hotel de mala muerte en el Barrio Latino, cerca de la escuela de pintura de Armitrano, y asiste a clases de arte. Hace nuevos amigos, incluida Fanny Price, una estudiante de arte pobre y decidida, pero sin talento. Fanny se enamora de Philip, pero él no lo sabe y no siente nada por ella. Fanny pasa hambre y se suicida.
Junto con el joven y prometedor pintor Frederik Lawson, Philip alquila un estudio barato en el Boulevard Raspail. Por las noches, escucha con sus amigos las disquisiciones filosóficas del alcohólico Cronshaw, un poeta venido a menos que lucha por mantenerse a flote con traducciones. Philip se da cuenta de que nunca será un artista profesional y regresa a la casa de su tío, estudia medicina y se dedica a la cirugía -campo donde había trabajado su padre- en el St. Luke's Hospital de Londres. Los pacientes provienen de la clase obrera: trabajadores portuarios y de fábricas, camareros, etc. Philip vive en una habitación diminuta. Encima de él se aloja Harry Griffith, un estudiante de medicina de quinto año cuyo padre es médico en Leeds. Los dos se hacen amigos. Gracias a su relación con el jactancioso corredor de bolsa Macalister, Philip espera invertir la fortuna heredada de sus padres de manera rentable.
En un salón de té en la Parliament Street, Philip se enamora de una joven camarera, Mildred Rogers. Salen juntos con regularidad, aunque ella no muestra ningún afecto por él. Philip se da cuenta perfectamente de que Mildred no es particularmente brillante, sin educación y bastante vulgar. También le disgusta su figura de pecho plano, la tez enfermiza y su apariencia artificial; pero a pesar de ello, no puede resistir la pasión: ama, odia y detesta a Mildred al mismo tiempo. Ahora tiene una idea del tormento que debieron soportar Emily Wilkinson y Fanny Price cuando las dejó de lado. Mildred, que nunca aprendió a ahorrar, explota descaradamente a Philip. De forma vacilante y fría, se involucra con él, solo para luego sorprenderlo con la mala noticia de que está embarazada de Emil, que está casado y ya tiene tres hijos. Abandonada por Emil, es apoyada por Philip, quien paga el mantenimiento y el apartamento compartido en la Vauxhall Bridge Road y luego en la Kennington Road. Cuando nace la niña. Philip la ama como un padre, mientras que Mildred le presta poca atención. Mildred conoce a Harry Griffith, el amigo de Philip, que siempre está endeudado, y los dos comienzan una aventura a sus espaldas. Philip, si bien está profundamente herido, les proporciona dinero de sus ahorros para que puedan irse juntos. Espera que este acto desinteresado finalmente termine con su obsesión con Mildred.
Un poco más tarde conoce, a través de Lawson, a Norah Nasbit, de veinticinco años. Es divorciada y se mantiene a sí misma y a su hijo escribiendo novelas de diez centavos. Inteligente y optimista, Norah ama a Philip y lo mima con ternura. Con su apoyo, finalmente logra pasar unl examen de medicina. Sin embargo, la aparente felicidad no dura mucho, pues por casualidad vuelve a encontrarse con Mildred. Harry Griffith la dejó hace tiempo, ella puso a su hija en un hogar para niños y ahora trabaja como prostituta. Philip está lleno de compasión y cuidado, le ofrece a Mildred quedarse en su apartamento con la niña a cambio de que ella realice tareas de limpieza. Casi de inmediato se olvida de Norah. La convivencia con Mildred no es armoniosa. ya que no es una buena ama de casa, ni sabe manejar dinero. Está también molesta porque Philip, si bien la cuida, ya no la desea físicamente. Después de unas semanas, la situación empeora: Mildred intenta sin éxito seducir a Philip y él rechaza enérgicamente sus avances. Como resultado, Mildred demuele el apartamento al día siguiente en ausencia de Philip, destrozando los muebles y destruyendo sus cuadros. Cuando regresa del servicio en la clínica, las pertenencias de Philip han sido destruidas y Mildred se ha ido.
Philip invierte los pocos cientos de libras que le quedanen una mina de oro en Rodesia. Macalister lo engaña y dado que es totalmente inexperto en materia bursátil, Philip especula sin acierto y termina sin un centavo, teniendo que abandonar la escuela de medicina y renunciar a su apartamento. En verano pasa la noche muerto de hambre en un banco de un parque de Londres. Más tarde encuentra refugio con el periodista Thorpe Athelny, un expaciente que había sufrido de ictericia. Athelny, cabeza de una familia de once personas, se gana la vida como agente de prensa en la tienda de electrodomésticos Lynn & Sedley y coloca a su huésped allí como vigilante. Athelny, quien ha vivido en Toledo, ama España y está traduciendo las obras de San Juan de la Cruz. Si bien se descubre el talento de Philip para el dibujo y trabaja como diseñador de moda para ropa femenina, recibiendo un ascenso y un aumento de sueldo, sus días en la tienda están contados, ya que detesta ese trabajo.
Una vez más se encuentra con Mildred, que ha vuelto a trabajar como prostituta. Ella va a verlo porque tiene dolor de garganta y un sarpullido, pero no quiere ir al médico. Philip la examina en su destartalada habitación y se entera de que la niña murió. Mildred aparentemente tiene sífilis, Philip está trata de evitar que se prostituya, pero sus esfuerzos son en vano. Mildred desaparece de nuevo en Londres, esta vez para siempre.
Después de la muerte de su tío William, Philip hereda suficiente dinero como para permitirle terminar sus estudios de medicina y finalmente se recibe de médico. Acepta una colocación temporal como suplente en el consultorio del doctor South, en Dorsetshire. South es un anciano cascarrabias cuya esposa ha muerto y cuya hija ha dejado de tener contacto con él. Sin embargo, aprecia el humor y la naturaleza afable de Philip y, finalmente, le ofrece una asociación en su consultorio. Aunque halagado, Philip se niega, debido a sus planes de visitar España. Se va de vacaciones de verano con los Athelny, recogiendo lúpulo en la campiña de Kent. Allí descubre que le gusta a una de las hijas de Athelny, Sally. En un momento de abandono romántico, una noche tienen sexo, y cuando ella cree estar embarazada, Philip decide casarse con ella y aceptar la oferta de South, en lugar de viajar por el mundo como había planeado. A pesar de enterarse luego de que fue una falsa alarma, Philip se compromete con Sally. Reflexiona luego que "Puede ser que entregarse a la felicidad fuera aceptar la derrota, pero era mejor una derrota que muchas victorias."

## Título
Maugham tomó prestado el título de un libro de Spinoza: la cuarta parte de su Ética se titula De la servidumbre humana o la fuerza de las emociones (en latín: De servitute humana seu de effectuum viribus). Spinoza analiza allí la incapacidad de las personas para controlar sus emociones que, por lo tanto, constituyen ataduras. También define categorías buenas y malas basadas en las creencias generales de las personas, relacionándolas con sus “emociones de placer o dolor”. Define la perfección o imperfección a partir del deseo, en su significado de fines y planes particulares.

## Elementos autobiográficos
Maugham tartamudeaba (en lugar de tener un pie zambo), perdió a sus padres a temprana edad y lo enviaron a vivir con su tía y su tío. Estudió medicina y sus gustos por la literatura coinciden con los del personaje principal del libro. Aunque nunca fue un artista, estaba interesado en la pintura. Poseía en su colección privada obras de cuatro pintores mencionados en el libro: Pissarro, Sisley, Monet y Renoir. En The Summing Up, revela que leyó a Ruskin y se familiarizó con muchas obras de arte europeo. Muchas de sus otras obras se centran en este tema, como por ejemplo La luna y seis peniques (el personaje principal tiene cierto parecido con Paul Gauguin). Maugham escribió también un artículo para la revista Life titulado Pintura que me ha gustado. Servidumbre humana es, probablemente, el ejemplo más vívido de la inclinación de Maugham hacia las artes. Según Stanley Archer, en el libro se nombran más de treinta artistas, se mencionan diez pinturas famosas por su nombre y se hace referencia a muchas otras. Más de la mitad de los treinta y tres artistas mencionados en la novela eran pintores cuyas carreras se desarrollaron principalmente en el siglo XIX. De estos, trece son franceses, cinco ingleses y uno, Whistler, es estadounidense. Once estaban vivos en el momento en que se desarrolla la trama de la novela y cinco (Carolus-Duran, Degas, Monet, Raffaëlli y Renoir) estaban vivos cuando se publicó el libro en 1915.

## Recepción e interpretación
Martin Schmitt, el crítico literario del Neuer Zürcher Zeitung opinó sobre la novela: "La crueldad con la que conduce a su héroe de una excentricidad a la siguiente y finalmente casi a su propia ruina, tiene en su rigidez algo de exorcismo [...] Pero la novela es también desbordante e insistente, una cantera hasta el día de hoy, en la que se puede encontrar prácticamente todo lo que se puede pensar sobre cuestiones fundamentales, independientes del espíritu de la época (Zeitgeist) y la moda: la tensa relación entre religión, arte y cotidianidad, entre la Sociedad burguesa y el individuo sensible, entre la verdadera inspiración artística y la pura artesanía. Por último, pero no menos importante, es un ajuste de cuentas con un orden social en declive que ha producido intolerancia, arrogancia y pobreza."
Una crítica en la ya desaparecida revista EVA resaltó los aspectos autobiográficos del libro: "Todo el peso de este desesperado sentimiento de inferioridad que llevaba dentro de sí desde la infancia, toda la secuencia de sus alucinaciones, supo volcarlos magníficamente en la novela, una de las más despiadadas confesiones que se hayan escrito. Narró el dramático comienzo de su carrera de médico en un Londres desgarrado y perverso que se parecía al de Dickens. Entonces había conseguido hacer publicar su primer libro mediante una compensación de veinte libras esterlinas y estaba obligado a vivir trabajando en el “St. Thomas Hospital”, donde ayudaba a venir al mundo a los niños. Narró sus primeros encuentros con los ambientes artísticos, con el Montparnasse de Gauguin, a cuya historia dedicó cuatro años y su novela “La luna y seis peniques [...] Mildred fue la revelación y la vorágine de una juventud pavorosamente infeliz. Le produjo todos los éxtasis imaginables y lo precipitó en todos los infiernos concebidos."
El periódico londinense The Guardian calificó la novela como una de las mejores de la historia y opinó al respecto: "Tal vez desde David Copperfield, una inspiración obvia [...], no ha habido un escritor inglés que haya explorado su propia vida de manera tan explícita o tan despiadada." Con respecto a las semejanzas entre Maugham y su personaje ha habido, sin embargo, opiniones diversas: "La mayoría de los lectores han asumido que el pie zambo de Philip representa el impedimento del habla de su creador, pero Francis King, un escritor inglés y amigo de Maugham, argumentó que era 'una metáfora de una discapacidad más grave*: su orientación sexual. Maugham dijo una vez que cuando era joven había pensado que era *tres cuartas partes normal y que solo una cuarta parte de mí era queer, cuando en realidad era al revés'".
Si bien la novela fue un éxito de ventas, las críticas fueron muy diversas; "Theodore Dreiser defendió Servidumbre humana, pero los críticos ingleses, en particular la élite literaria de Bloomsbury, no estaban interesados en Maugham (él les devolvió el favor en su ficción, retratando invariablemente a los críticos, amarga e hilarantemente, como filisteos oportunistas). Joseph Conrad escribió sarcásticamente sobre la primera novela de Maugham que el autor “simplemente mira, y eso es justo lo que el lector en general prefiere”. Cuando fue elogiado, fue por su habilidad técnica más que por su profundidad psicológica. “No conozco a ningún escritor vivo que parezca tener su trabajo tan bajo control”, escribió una vez Evelyn Waugh. En un artículo devastador sobre Maugham para esta revista en 1946, Edmund Wilson dijo: “Nunca he sido capaz de convencerme a mí mismo de que él era algo más que de segunda categoría”.

## Adaptaciones cinematográficas
- Cautivo del deseo (Of Human Bondage, 1934) – Dirigida por John Cromwell, con Leslie Howard como Philip y Bette Davis como Mildred.
- Cautivo del deseo / Esclavo de su pasión / Esclavo del amor (Of Human Bondage, 1946) – Dirigida por Edmund Goulding, con Paul Henreid y Eleanor Parker en los papeles principales.
- Servidumbre humana (Of Human Bondage, 1964) – Dirigida por Ken Hughes, con Laurence Harvey and Kim Novak en los papeles principales.